# The Cider House Rules
The Cider House Rules (en España, Las normas de la casa de la sidra; en México y Argentina, Las reglas de la vida) es una película dramática estadounidense de 1999 dirigida por Lasse Hallström a partir de un guion de John Irving, basado en la novela homónima de Irving de 1985. Su historia sigue a Homer Wells, que vive en un orfanato de Maine en la época de la Segunda Guerra Mundial dirigido por un médico que lo formó, y su periplo tras abandonar el orfanato.
La película fue producida por Miramax Films y FilmColony, y tuvo su estreno mundial en el 56.º Festival Internacional de Cine de Venecia. Miramax Films la estrenó en Estados Unidos el 10 de diciembre de 1999, y el 7 de enero de 2000 en salas de cine. Recaudó 110.098 dólares en su fin de semana de estreno y 88,5 millones de dólares en todo el mundo, frente a un presupuesto de 24 millones de dólares.
La película ganó dos premios de la Academia: Oscar al mejor actor de reparto (Michael Caine) y Oscar al mejor guion adaptado (John Irving). Fue nominada al Oscar a la mejor película, junto con otras cuatro nominaciones en la 72.ª edición de los premios de la Academia. Irving documentó su participación en llevar la novela a la pantalla en su libro My Movie Business.
Otros directores emprendieron el proyecto de realizar esta película, como Ang Lee o Michael Winterbottom, pero lo abandonaron debido a discrepancias con el autor de la novela.

## Sinopsis
Homer Wells es un huérfano al que no le falta familia. Ha crecido en el orfanato de St. Cloud's bajo la poco convencional pero tierna tutela del Dr. Wilbur que nunca ha dejado de dar afecto a sus chicos. Pero a medida que Homer se va haciendo un hombre y se da cuenta del gran abanico de posibilidades que le brinda la vida, empieza a dudar y a cuestionar los métodos del Dr. Wilbur.

## Reparto
- Tobey Maguire ... Homer Wells
- Michael Caine ... Dr. Wilbur Larch
- Charlize Theron ... Candy Kendall
- Paul Rudd ... Wally Worthington
- Delroy Lindo ... Arthur Rose
- Erykah Badu ... Rose Rose
- Heavy D ... Peaches
- K. Todd Freeman ... Muddy
- Kieran Culkin ... Buster
- Jane Alexander ... Enfermera Edna
- Kathy Baker ... Enfermera Angela
- Kate Nelligan ... Olive Worthington
- Paz de la Huerta ... Mary Agnes
- J. K. Simmons ... Ray Kendall
- Evan Parke ... Jack
- Jimmy Flynn ... Vernon
- Erik Per Sullivan ... Fuzzy Stone
- Skye McCole Bartusiak ... Hazel
- Spencer Diamond ... Curly

## Recepción
En Rotten Tomatoes, la película tiene un índice de aprobación del 71%, basado en 112 críticas con una calificación media de 6,6/10. El consenso de la crítica de la página web dice: «Las normas de la casa de la sidra deriva un drama conmovedor de actuaciones maravillosas, efectos visuales encantadores, y una sensación pasada de moda». También tiene una calificación media ponderada de 75 sobre 100 en Metacritic, basada en 32 críticos, lo que indica «críticas generalmente favorables».
Leonard Maltin concedió a la película una rara calificación de cuatro estrellas. Por el contrario, Roger Ebert, del Chicago Sun-Times, le concedió sólo dos estrellas, afirmando que la película «es a menudo absorbente o encantadora en sus partes. La interpretación de Michael Caine es una de sus mejores, y Charlize Theron es dulce y directa como la chica... La historia toca muchos temas, se entretiene con algunos de ellos, sigue adelante y no llega a ninguna parte en particular".

### Calificación
En Estados Unidos, la Motion Picture Association of America (MPAA) otorgó a la película la calificación PG-13, y en el Reino Unido, la British Board of Film Classification (BBFC) le concedió la calificación 12, lo que significa que puede verla cualquier persona mayor de 12 años. Sin embargo, en Irlanda, la película recibió la calificación más estricta posible, 18. En aquel momento, Irlanda tenía una prohibición constitucional del aborto, que no se levantaría hasta después de un referéndum en 2018.

## Premios y nominaciones

### Oscar 1999
| Categoría                            | Nominado                  | Resultado |
| ------------------------------------ | ------------------------- | --------- |
| Oscar a la mejor película            | Oscar a la mejor película | Nominada  |
| Oscar al mejor director              | Lasse Hallström           | Nominado  |
| Oscar al mejor actor de reparto      | Michael Caine             | Ganador   |
| Oscar al mejor guion adaptado        | John Irving               | Ganador   |
| Oscar a la mejor banda sonora        | Rachel Portman            | Nominada  |
| Oscar a la mejor dirección artística | David Gropman Beth Rubino | Nominados |
| Oscar al mejor montaje               | Lisa Zeno Churgin         | Nominada  |

### Globos de Oro
| Categoría                              | Nominado      | Resultado |
| -------------------------------------- | ------------- | --------- |
| Globo de Oro al mejor actor de reparto | Michael Caine | Nominado  |
| Globo de Oro al mejor guion            | John Irving   | Nominado  |